# Erythrotis
Erythrotis là một chi bướm đêm thuộc họ Noctuidae.